# Franco Moscone
Franco Moscone (* 10. prosince 1957 Alba) je italský římskokatolický duchovní, řeholník a arcibiskup Manfredonie-Vieste-San Giovanni Rotondo.

## Život
Narodil se 10. prosince 1957 v Albě.
Po střední škole vstoupil do noviciátu Řeholních kleriků ze Somascy. Dne 22. září 1977 složil své časné řeholní sliby a 26. září 1982 sliby věčné. Na Papežském ateneu svatého Anselma v Římě získal bakalářský titul z teologie a 16. června 1984 byl biskupem Angelem Faustem Vallaincem vysvěcen na kněze. Absolvoval studium literatury a filosofie na Turínské univerzitě.
Roku 1995 byl pozván otevřít řádový dům do polského Toruně, kde se stal představeným. Tuto funkci vykonával čtyři rok. Poté působil v dalších pastoračních službách. V březnu 2008 byl zvolen generálním představeným řádu.
Dne 3. listopadu 2018 jej papež František jmenoval arcibiskupem Manfredonie-Vieste-San Giovanni Rotondo. Biskupské svěcení přijal 12. ledna následujícího roku z rukou biskupa Marca Brunetti a spolusvětiteli byli arcibiskup Donato Negro a biskup Andrzej Suski.